# مقاطعة طالقان
مقاطعة طالقان (بالفارسية: شهرستان طالقان) هي إحدى مقاطعات محافظة ألبرز في إيران. عاصمة المقاطعة هي طالقان. حسب تعداد 2006، بلغ عدد السكان 25,781 نسمة في 7,574 عائلة.